# Ребека, Марина
Марина Ребека (латыш. Marina Rebeka; род. 10 сентября 1980, Рига, Латвийская ССР, СССР) — латвийская оперная певица (сопрано).

## Биография
Марина Ребека родилась в Риге в смешанной семье: у отца белорусские корни и родня под Архангельском, хотя родился он уже в Риге, мать-латышка вернулась на родину из Красноярска, куда был сослан её отец. Фамилия Ребека — результат ошибки паспортного стола, изначально она заканчивалась на -о.
Марина получила музыкальное образование в школе Ridze у вокального педагога Андриса Даниленко и концертмейстера Вилмы Цируле. После того, как девушку не приняли в Латвийскую музыкальную академию, выдав вердикт, что у неё нет таланта, она четыре года занималась вокалом у педагога Натальи Козловой в Музыкальном колледже им Я.Медыня. После этого Марина отправилась учиться в Италию, в Парму, куда поступила с высшими баллами.
Затем Ребека перевелась в Рим в Консерваторию Санта-Чечилия, параллельно выиграв грант на годичное обучение в Академии международных искусств. Там у неё была возможность заниматься с оркестром и двумя педагогами, каждый из которых репетировал с нею свой репертуар. «С одной я пела „Тоску“, а с другой „Царицу ночи“. Естественно, если ты поешь „Тоску“ и „Царицу ночи“ одновременно, то рано или поздно голос у тебя пропадет. Что и произошло. У меня был абсолютный срыв, и оба педагога отказались от меня», — вспоминает Марина.
В 25 лет ей пришлось вернуться домой, чтобы понять: никто не может быть ей надежным советником, кроме неё самой. Ей помогла книга «Основы вокальной методики» Дмитриева, из которой она уяснила, что единого подхода к вокальной технике не существует, и начала заниматься самостоятельно. Затем вернулась в Рим и начала участвовать в конкурсах, опять-таки самостоятельно выбирая площадки и репертуар.
После победы на небольшом конкурсе на севере Италии она отправилась на Международный конкурс оперных певцов имени Оттавио Дзино в Рим, триумфально победив с «Травиатой», завоевав в дополнение к первому призу и приз зрительских симпатий.
Участие в конкурсе в Эрфурте открыло ей дорогу на сцену: ей предложили главную роль в «Травиате», получившей блестящие отзывы критиков. После этого она уже окончила консерваторию (2007) и получила приглашения в ведущие оперные театры мира.
В 2013 году она получила признание и на родине: приз патрона Латвийской национальной оперы Latvijas Gāze за выдающиеся достижения в оперном искусстве — в частности, прошедший в Риге за сольный концерт с оркестром под управлением дирижёра Модеста Питрена.

## Артистическая карьера
В настоящее время певица выступает в Венской государственной опере, Берлинской государственной опере, Лондонской Королевской опере, Метрополитен-опере, Ла Скале.

## Репертуар
- Виолетта Валери в «Травиате» Верди[4]
- Луиза Миллер в «Луизе Миллер» Верди
- Жанна д’Арк в «Жанне д’Арк» Верди
- Амелия Гримальди в «Симоне Бокканегра» Верди
- Норма в «Норма» Беллини
- Мария Стюарт в «Мария Стюарт» Доницетти
- Татьяна в «Евгении Онегине» Чайковского
- Таис в «Таис» Массне
- Мими в «Богеме» Пуччини
- Мюзетта в «Богеме» Пуччини
- Лиу в «Турандот» Пуччини
- Джульетта в «Ромео и Джульетта» Гуно
- Маргарита в «Фаусте» Гуно
- Микаэла в «Кармен» Бизе
- Антония в «Сказках Гофмана» Офенбаха
- Лейла в «Искателях жемчуга» Бизе
- Электра в «Идоменее» Моцарта
- Донна Анна в «Дон Жуане» Моцарта[5]
- Донна Эльвира в «Дон Жуане» Моцарта
- Фиордилиджи в «Так поступают все женщины» Моцарта
- Вителлия в «Милосердии Тита» Моцарта
- Матильда в «Вильгельме Теле» Россини
- Анаи а «Моисее и Фараоне» Россини
- Анна Эриссо в «Мухамеде II» Россини
- Графиня Фольвиль в «Путешествии в Реимс» Россини
- Мадам Кортезе в «Путешествии в Реимс» Россини
- Гиневра в «Ариодант» Генделя
- Аджилея в «Тезее» Генделя
- Адина в «Любовном напитке» Донецетти

## Дискография
- 2013: Gioachino Rossini: Petite messe solennelle, Antonio Pappano, Orchestra e Coro della Accademia Nazionale di Santa Cecilia (EMI)
- 2013: Wolfgang Amadeus Mozart: Opera arias, Speranza Scappucci, Royal Liverpool Philharmonic Orchestra (Warner Music)
- 2015: Giacomo Puccini: La Boheme Live at the Met (The Metropolitan Opera New York)
- 2015: DVD Gioachino Rossini: Guillaume Tell, Michele Mariotti, Orchestra e Coro del Teatro Comunale di Bologna (DECCA)
- 2016: Featured in «Romance at the Met» (Live) (The Metropolitan Opera New York)
- 2017: Gioachino Rossini: Amor fatale, Marco Armiliato, Munich Radio Orchestra (BR-Klassik)
- 2018: Giuseppe Verdi: Luisa Miller (Live), Ivan Repušić, Munich Radio Orchestra (BR-Klassik)
- 2018: Wolfgang Amadeus Mozart: La Clemenza di Tito (Live), Yannick Nézet-Séguin, Chamber Orchestra of Europe, RIAS Kammerchor (Deutsche Grammophon)

## Награды
- Ежегодная премия АО «Латвияс Газе» за выдающиеся художественные достижения за последний сезон (2009)
- Орден Трёх звёзд III степени (2016)[6]